# Fandom
Un fandom (cuvânt creat din englezescul „fan” [„fanatic”] urmat de sufixul „dom” [pentru „domeniu”]) se referă la un fenomen de subcultură creat de fani, adică orice în legătură cu zona de interes a unui grup de oameni care este organizat sau creat de aceiași oameni.
Fanii entuziaști (sau fanaticii entuziaști) ai anumitor domenii, fenomene sau persoane (autori, ideologii) se manifestă adesea într-un fandom. Fanii sunt interesați de cel mai mic detaliu al subiectului fandomului lor, ceea ce îi diferențiază de amatorii simpli.
Membrii unui fandom participă la întâlniri ("convenții") ale fanilor, publică și schimbă fanzine. Odată cu răspândirea calculatoarelor personale în anii 2000, aceste comunități există adesea prin internet, mai ales dacă obiectul fandomului lor este mai puțin cunoscut. Unii fani scriu și fan-ficțiuni, adică povestiri originale cu tema fandomului lor și a unora dintre elementele sale.
Apariția internetului a permis proliferarea numărului de fani ai căror membri probabil că nu puteau fi găsiți înainte. Ei se găsesc pe LiveJournal, Tumblr, Fanforum, TWOP (Television Without Pity), Huffangirlpost. În plus față de fan-ficțiuni, membrii unui fandom se exprimă prin fan-artă.

## Vezi și
- Fandom SF
- Fanzin
- Fan-artă
- Fan-ficțiune
- Hugo Gernsback